# Maletina
Maletina (en serbe cyrillique : Малетина) est un village de Serbie situé dans la municipalité de Ražanj, district de Nišava. Au recensement de 2011, il comptait 131 habitants.
Sur le territoire du village se trouve la forteresse médiévale de Maletina, qui faisait partie du système de défense de la forteresse de Stalać.

## Démographie
| 1948 | 1953 | 1961 | 1971 | 1981 | 1991 | 2002 | 2011 |
| ---- | ---- | ---- | ---- | ---- | ---- | ---- | ---- |
| 332  | 346  | 328  | 285  | 245  | 208  | 188  | 131  |

|  |